# تي بي بي ترير
تي بي بي ترير (بالإنجليزية: TBB Trier)‏ هو فريق كرة سلة ألماني تأسس في 1990 يقع في ترير، ألمانيا. يلعب في الدوري الألماني لكرة السلة.

## وصلات خارجية
- الموقع الإلكتروني